# TMEM89
TMEM89 (англ. Transmembrane protein 89) – білок, який кодується однойменним геном, розташованим у людей на 3-й хромосомі. Довжина поліпептидного ланцюга білка становить 159 амінокислот, а молекулярна маса — 17 572.
| 10         |  | 20         |  | 30         |  | 40         |  | 50         |
| ---------- |  | ---------- |  | ---------- |  | ---------- |  | ---------- |
| MLHVLASLPL |  | LLLLVTSAST |  | HAWSRPLWYQ |  | VGLDLQPWGC |  | QPKSVEGCRG |
| GLSCPGYWLG |  | PGASRIYPVA |  | AVMITTTMLM |  | ICRKILQGRR |  | RSQATKGEHP |
| QVTTEPCGPW |  | KRRAPISDHT |  | LLRGVLHMLD |  | ALLVHIEGHL |  | RHLATQRQIQ |
| IKGTSTQSG  |  |            |  |            |  |            |  |            |

A: Аланін

C: Цистеїн

D: Аспарагінова кислота

E: Глутамінова кислота

G: Гліцин

H: Гістидин

I: Ізолейцин

K: Лізин

L: Лейцин

M: Метіонін

P: Пролін

Q: Глутамін

R: Аргінін

S: Серин

T: Треонін

V: Валін

W: Триптофан

Локалізований у мембрані.